# Ылгаз, Рыфат
Мехмет Рыфат Ылгаз (тур. Rıfat Ilgaz; 7 мая 1911, Джиде, Кастамону — 7 июля 1993, Стамбул) — турецкий писатель и поэт, автор романов и рассказов. Стал особенно известен как автор романа «Возмутительный класс». Писатель придерживался социалистического направления как в своих произведениях, так и в жизни. В самые неспокойные для Турции политические периоды он продолжать писать для журналов, из-за чего ему, как и многим другим писателям того периода, пришлось провести много времени в коридорах суда и тюрьме. Рыфат Ылгаз был очень продуктивным писателем: писал стихи и юмористические рассказы, романы и детские книги. Одно время запрещённый и изъятый из продажи роман «Затемнённые ночи» (Karartma Geceleri) в 2004 году вошёл в список 100 основных произведений, рекомендуемых Министерством образования Турецкой Республики. На сегодняшний день произведения автора печатаются издательством Çınar Yayınları, которое писатель основал вместе с сыном Айдыном Ылгазом.

## Основные жизненные этапы
Родился в 1911 году в районе Джиде ила Кастамону. Рыфат был самым маленьким из семерых детей, дата его рождения точно не известна. В соответствии с записями регистрации населения датой его рождения является 7 мая 1911 года, а согласно его матери он родился, когда «лежал глубокий снег». Это, по мнению самого Ылгаза, соответствует февралю 1910 года. Несмотря на то, что учась в средней школе, писатель хотел продолжить своё образование в лицее и университете (учителя также поддерживали это желание) по причине смерти отца Ылгаз был вынужден поступить в Педагогическое училище Кастамону. После окончания училища работал учителем младших классов в районах Гереде и Акчакоджа. Во время работы учителем в районе Болу познакомился со Нурие-ханым, которая впоследствии стала его первой женой (1931). В 1932 году у них родилась дочь Гёнюль. Впоследствии был назначен директором в районе Гюмюшова. После призыва в армию в 1933 году развёлся с первой женой. В 1936 году поступил на литературный факультет Педагогического института Гази в Анкаре, который писатель окончил в 1938 году. В университете писатель познакомился со своей второй женой Риккат-ханым, на которой женился в 1939 году. От этого брака у писателя родился сын Айдын и дочь Йылдыз. После окончания института писатель был послан на работу в район Адапазары, но после того, как Ылгаз заболел чахоткой, он не смог продолжать работу и уехал в Стамбул на лечение в санаторий «Якаджык».
Спустя некоторое время после того, как писателя перевели по работе в Стамбул, сюда также перевелась и его супруга. Во время своего пребывания в Стамбуле Ылгаз преподавал турецкий в средней школе района Карагюмрюк, а также учился на философском факультете университета. Этот период совпал со Второй мировой войной, что позже нашло своё отражение в произведениях автора. Например, война отчётливо чувствуется на заднем плане романа «Затемнённые ночи» (тур. «Karartma Geceleri»). В 1943 году писатель ругается с одним из учителей средней школы района Карагюмрюк, после чего его переводят в район Нишанташы. Старший брат Ылгаза живёт в районе Тосья, и в том же году, когда в этом районе случилось землетрясение, писатель уезжает туда. Позже он опубликует свои впечатления в газете. Кроме того, Ылгаз написал стихотворение «Землетрясение в Тосье» (тур."Tosya Zelzelesi"), где описал увиденное.
В 1944 году в январе после выхода в свет его книги «Класс» (тур. «Sınıf»), писатель познакомился с судебными органами и тюрьмой. Скрывавшийся некоторое время Ылгаз 24 мая 1944 года сдался в «Первое отделение» (оно занималось делами по охране общественного правопорядка). После отбывания 6-месячного наказания в тюрьме писатель потерял право заниматься учительской деятельностью, а также продолжать образование. Здоровье Ылгаза также серьёзно пошатнулось, и он лёг на лечение в санаторий «Хейбелиада». В 1946 он на короткий срок возобновил работу учителем, однако в 1947 власти полностью запретили писателю заниматься преподавательской деятельностью. А это означало и утрату права на лечение в санатории. В 1947 году Ылгаз расстаётся с женой Риккат-ханым. Писатель так объяснял свой поступок:
...В 1949 году я расстался с Риккат-ханым. Мы расстались по договорённости, чтобы из-за меня её не лишили работы и чтобы защитить наших детей. Меня лишили права заниматься учительской деятельностью, я постоянно подвергался судебным преследованиям. За мной стелилась слава коммуниста. За мной следили. Было непонятно, где я буду завтра и кем я буду завтра. Кроме того, я болел чахоткой, а это заразная болезнь.  Я боялся, что в один прекрасный день это может навредить моей жене, что её также могут выгнать с работы. Также я волновался и за детей. Вот почему мы и расстались.
С одной стороны, такой ответ также свидетельствует и о трудных условиях жизни того периода. В то время Ылгаз писал для журналов и газет, а также писал стихи. В 1953 году была запрещена ещё одна книга писателя — «Продолжение» (тур. «Devam»), а против него самого было возбуждено расследование. Военный переворот 27 мая 1960 года спас писателя от ссылки, куда власти планировали его выслать незадолго до этой даты. В 1966 году театральный коллектив под руководством Ульви Ураза поставил театрализованный писателем роман «Возмутительный класс». Эта пьеса также была поставлена в Стамбульском театре в 1969 году. В том же году в театре Искусств Анкары была поставлена пьеса Ылгаза «Чатал-матал» (тур. «Çatal Matal»), названная в честь детской игры.
В 1970 году писатель женится на Афет ханым, а в 1971 роду у них рождается дочь Дефне. В том же году писатель был удостоен почётного журналистского удостоверения с правом пожизненного пользования. Кроме того, в 1971 году Ылгаз основал издательство «Сыныф Яйинлары» (Sınıf Yayınları), где начал публиковать собственные книги. Не экранизированный по соображениям цензуры при первой попытке «Возмутительный класс» на этот раз прошёл цензуру со сценарием, написанным Умутом Бугаем; фильм был экранизирован режиссёром Эртемом Эгильмезом. Однако писатель был недоволен: для того, чтобы пройти цензуру, в сценарии фильма были подчищены все моменты социальной критики, и фильм превратился в развлекательную комедию.
Эти фильмы не соответствовали основной идее «Возмутительного класса». Они не соответствовали содержанию и основной идее книги. Я критиковал систему образования. Списывание, заучивание наизусть... А авторы сценария набрасываются на родителей учеников. [...] Я немедленно подал в суд.
После успеха первого фильма было снято ещё 6 фильмов. В 1974 году Ылгаз вышел на пенсию и поселился в иле Джиде. К тому времени он уже жил отдельно от жены. В период переворота 12 сентября 1980 года живший в Джиде Рыфат Ылгаз получал постоянные угрозы от властей. Так, например, однажды на здание напротив дома, где жил писатель, была приклеена записка, в которой говорилось, что если Ылгаз не будет выселен, дому грозит обыск.
Ночью 28 мая 1981 года, в момент, когда писатель был занят написанием романа «Норд-норд-вест» (тур. «Yıldız Karayel»), его арестовали. До отделения писателя провели в наручниках и с завязанными глазами, после чего его поместили в тюрьму Кастамону, в здании которой ранее была государственная скотобойня. Писатель попросил, чтобы его осмотрел врач, и на основании врачебного заключения полицейские власти поместили его в санаторий «Баллыдаг». В любом случае, какой-либо причины для содержания писателя в заключении не было, и после допроса его освободили. Ылгаз вернулся в Стамбул, где жил вместе с сыном Айдыном Ылгазом.
Ылгаз продолжал писать, в первую очередь стихи и рассказы. В его честь проводились мероприятия и фестивали. При министре культуры Турции Фикри Сагларе писателю была вручена памятная наградная табличка, что в какой-то мере являлось знаком его реабилитации со стороны государства.
2 июля 1993 года в результате умышленного поджога отеля «Мадымак» в городе Сивас в числе многих других погибает и близкий друг Ылгаза Асым Безирджи. Известие о данном событии сильно расстроило писателя, и спустя 5 дней 7 июля 1993 года он скончался в своём доме. Писатель похоронен на кладбище Зинджирликую рядом с Асымом Безирджи.

## Литературное творчество
Литературная жизнь Рыфата Ылгаза началась с публикации в газете г. Кастамону «Назиктер» (Nazikter) его стихотворения «На могиле любимой» (тур. «Sevgilimin Mezarında») в 1926. На момент написания стихотворения поэту было всего лишь пятнадцать, и тогда он подписывался псевдонимом «Мехмет Рыфат». Ему даже удалось привлечь к себе внимание поэта Фарука Нафиза, который проезжал через Кастамону. Некоторое время Ылгаз пишет стихи на личные темы, его стихи публикуются в таких журналах, как «Варлык» (Varlık), «Олуш» (Oluş). Тем не менее, позже Ылгаз ни одно из таких стихотворений не включил в свои книги. По его мнению, эти стихи символизировали прожитые с закрытыми глазами годы. Какое-то время он работал совместно с Назымом Хикметом, который, как считал Ылгаз, вдохнул в технику написания стихов свежее дыхание. Стихи, которые Хикмет посылал из тюрьмы города Бурса, Ылгаз печатал под псевдонимом Ибрахим Сабри. Хикмет также возлагал на Ылгаза большие надежды:
Мне очень нравятся некоторые поэты из молодёжи, всех имён я не помню, имена пока не известные, но стихи их мне очень нравятся. Тех, кого помню, перечислю в произвольном порядке: Динамо (Dinamo), Суат Ташер (Suat Taşer), Рыфат Ылгаз, А.Кадир (A. Kadir), Орхан Кемаль, Саффет Ыргат (Saffet Irgat) и другие...
Кроме того, однажды Назым Хикмет в качестве примера того, как можно «найти свой голос», указал Орхану Кемалю на Ылгаза. События, свидетелем которых Ылгаз стал во время работы учителем в период Второй мировой войны, сделали писателя приверженцем социалистических взглядов. Будучи выходцем из народа и переживая с ним общие трудности, писатель чувствовал желание и потребность в выражении пережитого. С этой целью в 1943 году Ылгаз написал свою первую книгу стихов «Яренлик», в которой рассказал о жизни людей из своего окружения. Так, например, в стихотворении «Мой Алиш» (тур."Alişim") чётко прослеживается литературная позиция Ылгаза.
В этом стихотворении поэт описывает общество с нескольких позиций одновременно. С одной стороны, он описывает такие социальные реальности, как миграция из деревни в город, положение рабочих, а с другой стороны показывает трудности личности в подобной реальности. Описываемым событиям соответствует и язык таких стихов: «Как и твой видавший виды саз, девушки тоже хотят, чтобы их обнимали двумя руками!».
Вторая книга поэта «Класс» (тур. «Sınıf»), вышедшая в 1944 году, поднимает похожие темы; часть стихов в книге посвящена школьным ученикам поэта. Эта книга была изъята из продажи, и против Ылгаза было возбуждено дело. В тот период поэт по состоянию здоровья был освобождён от преподавания в школе. Некоторое время он скрывался, затем сдался властям и 6 месяцев провёл в тюрьме. Рассказ о пережитом писатель вложил в уста героя Мустафы Урала в своего рода романе-воспоминании «Затемнённые ночи» (тур. «Karartma Geceleri»).
В 1940-50-х годах Ылгаз интенсивно работал в журналах. Кроме того, экономические — и в какой-то мере политические — условия того времени не способствовали написанию более объёмных произведений (книг). За оскорбление правительства и иранского шаха писатель снова попадает в тюрьму. В 1959 году Ылгаз был освобождён по закону об амнистии. Группа интеллигентов, которая впоследствии будет названа «Отделение федаи», пыталась продолжать писать в то выходящих, то снова закрывающихся журналах. Развился стиль социальной литературы, особый вклад в этом деле принадлежал Назыму Хикмету, к которому Рыфат Ылгаз питал особое уважение. Лидерами этого течения были такие писатели как Сабахаттин Али, Азиз Несин, Омер Фарук Топрак, Хасан Иззеттин Динамо.
В тот период совместными усилиями Сабахаттина Али, Азиза Несина и Рыфата Ылгаза издавался журнал Маркопаша (Markopaşa), сыгравший очень важную роль в истории турецкой политической литературы. В издании печатались произведения, с юмором критикующие происходящие в стране события. За короткое время журнал приобрёл широкую популярность и хорошо продавался. После закрытия журнала стали появляться даже его «подделки» с похожими названиями «Хюр Маркопаша» (Hür MarkoPaşa), «Еди-Секиз Паша» (Yedi-Sekiz Paşa) и другие. Это был период журналов в турецком писательском творчестве, и одни и те же писатели работали в разных журналах.
В 1956 году издававшийся Ильханом Сельчуком журнал «Долмуш» (Dolmuş) начать печатать серию рассказов. Впоследствии эти рассказы переросли в роман «Возмутительный класс» («Hababam Sınıfı»). Эта серия рассказов, рисунки к которой выполнял Турхан Сельчук, завоевала большую популярность. Писатель подписывался псевдонимом Степне («запасная шина»), что вызывало интересные споры касательно авторства рассказов. Когда, спустя некоторые время, писатель издал эти рассказы под своим именем, многие люди ему не поверили. Впоследствии Ылгаз издал также и другие пьесы «Возмутительного класса».
Большую часть своих романов Рыфат Ылгаз написал в 1970-х годах. Этот период был очень плодотворным для турецкого романа в целом, и особенно для произведений с политическим содержанием. В то время, как такие писатели как Севги Сойсал и Адалет Агаоглу писали произведения в стиле, условно называемом «романом 12 марта», Ылгаз в своих произведениях описывал также и события более ранних периодов. Несмотря на кажущийся уклон к «местной» литературе, особенно в романах, где писатель описывает свою жизнь в Кастамону, можно сказать, что Ылгаз продолжает свою линию народной литературы — ведь в этих произведениях через описываемые жизни писатель прослеживает положение народа в историческом процессе. В этот период появляются литературные произведения в стиле модернизма, что прослеживается в работах таких писателей, как Адалет Агаоглу, Фюрузан и Огуз Атай, однако Ылгаз продолжает писать с стиле социального реализма.
Юмористические рассказы писателя были особенно удачными. Первые из них появились в период журнала «Маркопаша». Первые книги рассказов «Ключ от радара» (тур. «Radarın Anahtarı») и «Дон-Кихот в Стамбуле» (тур. «Don Kişot İstanbul’da») вышли в свет в 1957 году. В качестве примера такого юмористического рассказа, высмеивающего изменения и перекосы и обществе, можно привести рассказ «Социальная партия женщин» (тур. «Sosyal Kadınlar Partisi»), в котором критика касается тем урбанизации и роли женщины в обществе. И среди причин, по которым Ылгаз остался недоволен экранизацией своих произведений «Возмутительного класса», можно назвать и эту: сатирическая критика общества в этих экранизациях была опущена, а на её место пришёл простой бытовой юмор.
В последние годы жизни писатель в основном работал в жанре воспоминаний и детской литературы. Со свойственным Ылгазу ещё со времён его работы учителем идеализмом писатель принялся за произведения, обращённые в первую очередь к новому поколению. Воспоминания Ылгаза охватывали большой исторический период (писатель лично пережил события, произошедшие в Турции с 1910 года), а произведения для детей выполняли подготовительную функцию для нового процесса.
1980-е годы писатель провёл, принимая участие в панелях и «днях подписи» книг, а 1990-е годы ознаменовались для Ылгаза получением памятных наград. Последнее своё стихотворение Ылгаз написал в 19 ноября 1991 года.
Случай массового убийства в Сивасе, который произошёл после убийства Угура Мумджу, сильно подкосил моральные силы писателя. Мехмет Сайдур подробно описывает особенно последние месяцы жизни писателя. Вскоре после этих событий Ылгаз скончался — 7 июля 1993 года.

## Город Кастамону и Рыфат Ылгаз
Ылгаз при каждом удобном случае подчёркивал свою привязанность к городу Кастамону, в котором он родился и вырос. Более того, при реформе фамилий (1934 г.) писатель выбрал в качестве своей фамилии название гор «Ылгаз», которые являются самым главным символом города. Ил, в котором родился писатель — Джиде, — его культура и народ занимают важное место в произведениях писателя. Действие таких романов писателя, как «Жёлтый платок» (тур. «Sarı Yazma»), «Норд-норд-вест» (тур. «Yıldız Karayel»), «Капитан Халиме» (тур."Halime Kaptan") и «На бережке Чёрного моря» (тур. «Karadenizin Kıyıcığında») происходит в данной местности. В Кастамону и Джиде в честь писателя проводятся мероприятия.
Работы Мехмета Сайдура, работавшего вместе с писателем, являются одним из лучших источников, дающих сведения о связи Ылгаза и Кастамону. Писатель, темой многих исследований которого стал Ылгаз, посвятил ему произведение под названием «Годы с Рыфатом Ылгазом».
Каждый год на родине писателя в иле Джиде с 7 по 9 июля проводится фестиваль культуры и искусства «Джиде Рыфат Ылгаз — Жёлтый платок». Каждый год на этом фестивале проводятся концерты, панели и слушания, посвящённые памяти деятеля искусства.

### Книги стихов
- Yarenlik (1943): 2-е издание в 1946 году.
- Sınıf (1944): Подвергся преследованиям. 6 месяцев сидел в тюрьме.
- Yaşadıkça (1947): Изъята из распространения.
- Devam (1953): Изъята из распространения.
- Üsküdarda Sabah Oldu (1954)
- Soluk Soluğa (1962): Новых стихов мало, большей частью сборник уже напечатанных произведений. * Karakılçık (1969)
- Uzak Değil (1971)
- Güvercinim Uyur mu (1974)
- Kulağımız Kirişte (1983)
- Ocak Katırı Alagöz (1987)
- Çocuk Bahçesi (1995): Стихи для детей
- Bütün Şiirleri (1983): в 9-ти томах
- Bütün Şiirleri: 1927—1991 (2004)

### Романы
- Возмутительный класс (Hababam Sınıfı) (1957) Сначала серия рассказов была напечатана в журнале «Долмуш». Затем был составлен роман. По мотивам романа был снят фильм. Кроме того, роман был инсценирован в театре.
- В пижамах (Наша палата) (Pijamalılar (Bizim Koğuş)) (1959): Сначала был напечатан под названием «Наша палата» (тур. «Bizim Koğuş»). После чего в 1973 вышел под названием «В пижамах» (тур. «Pijamalılar»).
- На Черноморском бережке 1972)
- Meşrutiyet Kırathanesi(1974)
- Затемнённые ночи (Karartma Geceleri) (1974): Фильм по мотивам был снят Юсуфом Курченли. В главной роли снялся Тарык Акан.
- Жёлтый платок (Sarı Yazma) (1976)
- Норд-норд-вест" (Yıldız Karayel) (1981)
- Дети из многоэтажки (Apartıman Çocukları) (1984)
- Насреттин Ходжа и ученики (Hoca Nasrettin ve Çömezleri) (1984)
- Возмутительный класс в действии (Hababam Sınıfı İcraatın İçinde) (1987)

### Книги-воспоминания
- Yokuş Yukarı (1982)
- Kırk Yıl Önce Kırk Yıl Sonra (1986)
- Dördüncü Bölük (1992):

### Произведения для прессы
- Nerde Kalmıştık
- Cart Curt

### Сборники рассказов
- Radarın Anahtarı (1957)
- Don Kişot İstanbul’da (1957)
- Kesmeli Bunları (1962)
- Nerde O Eski Usturalar (1962)
- Saksağanın Kuyruğu (1962)
- Şevket Ustanın Kedisi (1965)
- Garibin Horozu (1969)
- Altın Ekicisi (1972)
- Palavra (1972): Первоначально был опубликован под названием Don Kişot İstanbul’da
- Tuh Sana (1972)
- Çatal Matal Kaç Çatal (1972)
- Bunadı Bu Adam (1972)
- Keş (1972)
- Al Atını (1972)
- Hababam Sınıfı Uyanıyor (1972)
- Hababam Sınıfı Baskında (1972)
- Hababam Sınıfı Sınıfta Kaldı (1972)
- Rüşvetin Alamancası (1982)
- Sosyal Kadınlar Partisi (1983)
- Çalış Osman Çiftlik Senin (1983)
- Şeker Kutusu (1990)

### Детская литература
- Bacaksız Kamyon Sürücüsü
- Bacaksız Okulda
- Bacaksız Paralı Atlet
- Bacaksız Tatil Köyünde
- Bacaksız Sigara Kaçakcısı
- Öksüz Civciv
- Küçük Cekmece Okyanusu
- Cankurtaran Yılmaz
- Kumdan Betona
- Çocuk Bahçesi(Стихи)

### Книги на немецком
- Der Dreikäsehoch und die Riesenmelone. Edition Orient, Berlin 2006; ISBN 978-3-922825-68-5
- Der Bacaksız|Dreikäsehoch auf der Polizeiwache. Edition Orient, Berlin 2007; ISBN 978-3-922825-70-8
- Der Dreikäsehoch in der Schule. Edition Orient, Berlin 2008; ISBN 978-3-922825-72-2

### Театральные пьесы
- «Возмутительный класс»: поставлен театром Ульви Ураза (1965)
- «Возмутительный класс просыпается» (Hababam Sınıfı Uyanıyor): снят фильм.
- «Возмутительный класс совершает налёт» (Hababam Sınıfı Baskında)
- «Возмутительный класс остался на второй год» (Hababam Sınıfı Sınıfta kaldı): снят фильм.
- «Турецкие дети, турецкие дети» (Türk Çocukları Türk Çocukları): поставлена учениками на фестивале района Чаталзейтин
- Çatal Matal Kaç Çatal (1972): Впоследствии пьеса была переписана под названием Uzun Eşek Oyunu
- Abbas Yola Giden: в 1993 году поставлен коллективом Kartal Rıfat Ilgaz Sahnesi Oyuncuları.